# Paul Dessau
Paul Dessau (*19 de diciembre de 1894, Hamburgo, Alemania - †28 de junio de 1979, König Wusterhausen) fue un director y compositor alemán nacido en la segunda mitad del siglo XIX.
Su música (ópera, películas, cantatas, canciones, etc) está ligada a textos de temas políticos y sociales en el teatro dialéctico de Bertolt Brecht y en Alemania Oriental donde fue condecorado en 1969 con la orden Karl Marx.
Ha compuesto para el teatro de Bertolt Brecht. Compuso la música para, entre otras, Madre Coraje y sus hijos.
En 1954 se casó con la directora y coreógrafa Ruth Berghaus, madre de su hijo Maxim (1954-).

## Premios
- 1953 Nationalpreis III. Klasse.
- 1956 Nationalpreis II. Klasse
- 1965 Nationalpreis I. Klasse.
- 1965 Vaterländischer Verdienstorden
- 1969 Karl-Marx-Orden.
- 1974 Nationalpreis I. Klasse.

## Óperas
- Guiditta (compuesta 1910-12)
- Die Reisen des Glücksgotts (compuesta 1945)
- Das Verhör des Lukullus (compuesta 1949). La 5.ª versión Die Verurteilung des Lukullus en 12 escenas, se estrenó el 17 de marzo de 1951 en Berlín.
- Puntila (15 de noviembre de 1966, Berlín)
- C. G. (1960)
- Die heilige Johanna der Schlachthöfe (1961)
- G. G. (1963)
- Lanzelot (19 de diciembre de 1969, Berlín)
- Einstein (16 de febrero de 1974, Berlín) 
  - Leonce und Lena (24 de noviembre de 1979, Berlín Este)